# 日神
株式会社日神（にっしん、nissin.com, Inc.）は、兵庫県西宮市に本社を置く総合商社である。

## 販売商品
電設資材、建設、防犯設備、産業機器、光学・精密機器、アウトドア用品など 110,000点以上の商品を販売する。

## 沿革
- 1978年3月 - 創業。
- 1991年4月 - 設立。